# Phimeanakas

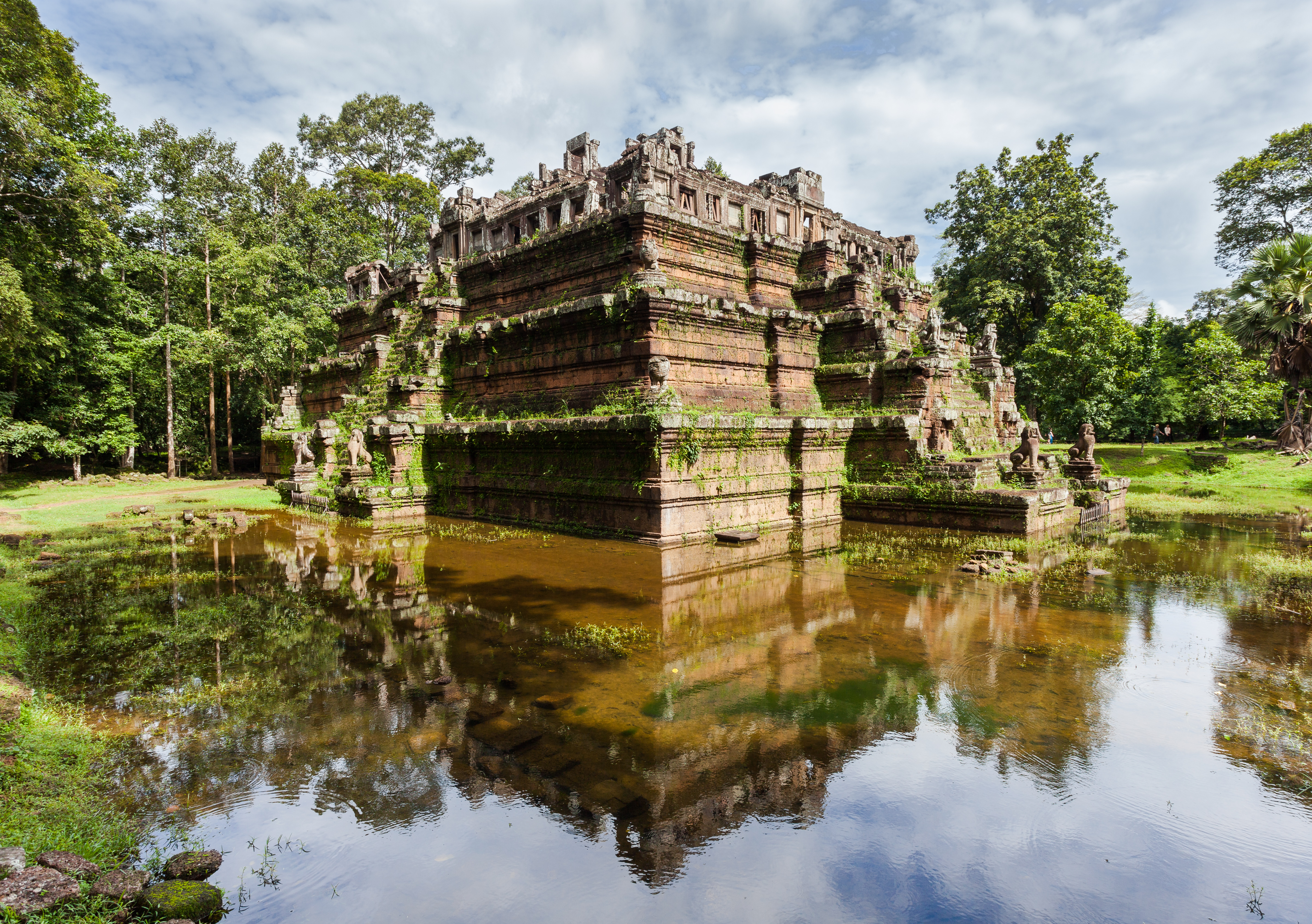
Estado atual do templo.

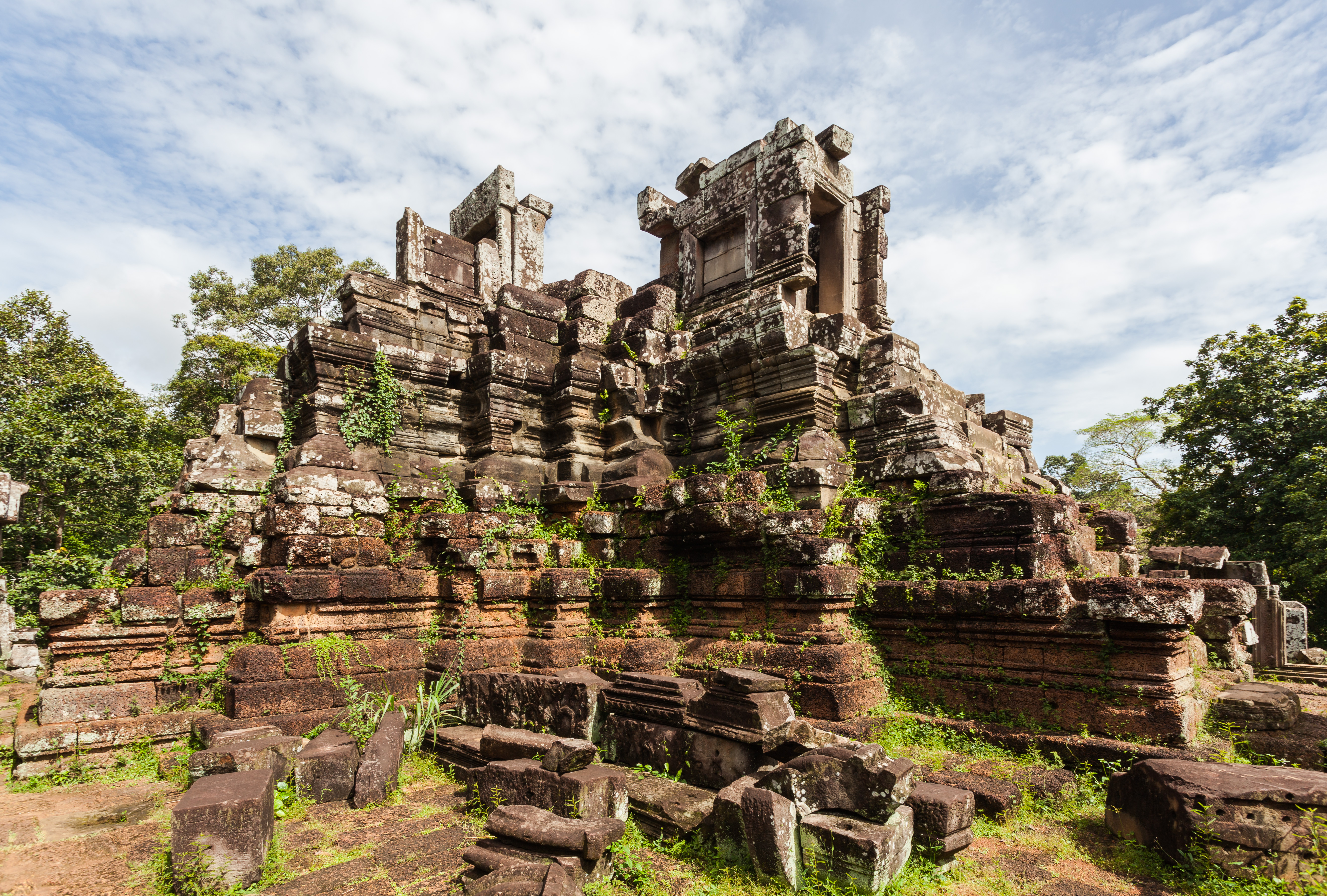
Parte superior do templo

Phimeanakas é um templo hinduísta situado na zona de Anguecor, no Camboja.

## História do templo
Este templo sofreu várias transformações importantes ao longo da sua história.
Acredita-se que a sua construção inicial data de princípios do século X, durante o reinado de Iasovarmã I, embora no princípio do século XI se convertesse na sede imperial de Suriavarmã I. Continuou em uso quase ininterrompido até finais do século XVI, data do abandono de Anguecor por parte do Império Quemer.
O templo fazia parte da sede real do monarca, que ocupava uma extensão de 14 hectares, delimitadas por um muro de laterita de 246 x 585 m.

## A construção

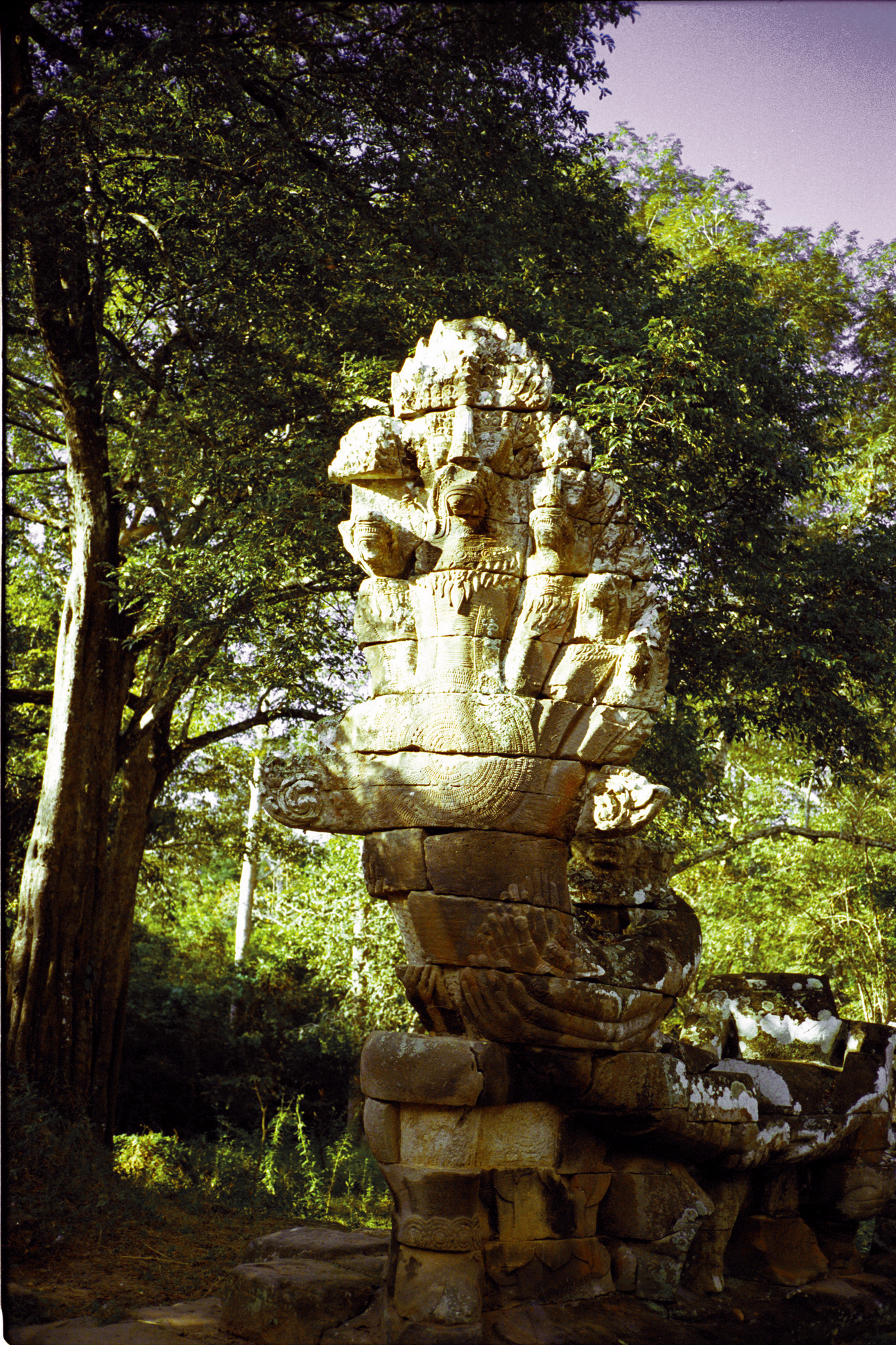
Um Naga

A construção, realizada também com laterita, adota uma forma tronco-piramidal com umas dimensões de 35 x 28 m na base e de 30 x 23 no cume da plataforma, e uma altura de 12 m. A pirâmide segmenta-se em três níveis, acessíveis mediante quatro empinadas escadas axiais, sobre os quais se assenta uma galeria perimetral com janelas. Tanto a galeria superior quanto os elementos construídos na plataforma superior foram realizados com pedra arenito.
Na plataforma superior ficam apenas vestígios de uma nova plataforma piramidal de 2.5 m de altura, também com quatro escadas, sobre a qual se acredita que se erguia um pequeno santuário, construído numa época posterior. Um relato do século XII afirma que este santuário era utilizado todas as noites pelo rajá quemer para jazer junto a uma mulher com corpo de serpente naga e dotada de poderes mágicos. Segundo esse mesmo relato, a cúpula do santuário desaparecido estava terminada em ouro.
As escadas de subida ao templo eram ladeadas por estátuas de leões, e nas esquinas houve também esculturas representando elefantes.

## Origem do nome
O nome do templo é uma deformação das palavras sânscritas vimana (Palácio dos deuses) e akasha (céu).